# 마이크 펜더
마이크 펜더(Mike Pender, 1941년 3월 3일 ~ )는 영국의 남자 가수, 기타리스트, 작사가, 작곡가이다.

## 생애
잉글랜드 머지사이드 주 리버풀에서 출생하였으며 지난날 한때 스코틀랜드 글래스고에서 잠시 유아기를 보낸 적이 있고 그 후 잉글랜드 런던에서 성장한 그는 1959년 기타리스트 첫 데뷔하였고 이듬해 1960년 솔로 가수 데뷔하였으며 1963년부터는 록 음악 밴드 〈서처스(Searchers)〉의 보컬리스트로 겸 기타리스트로 활동하였고 이후 1985년에는 솔로 가수 활동을 재개하였다.

## 유명세
그는 보통적으로 대한민국 국내에서는 미국 로큰롤 음악 밴드 〈클로버스(Clovers)〉가 1959년 오리지널 원곡으로 불러 미국에서 히트한 《Love potion No. 9》이라는 노래 작품을 영국 록 음악 밴드 〈서처스(Searchers)〉의 보컬리스트 겸 기타리스트 시절이던 1963년에 리메이크하여 세계적으로 대중적 히트를 거둔 가수로 널리 잘 알려져 있다.